# Hội họa

Mona Lisa, hay La Gioconda, có lẽ là tác phẩm hội họa nổi tiếng nhất của phương Tây

Hội họa là một ngành nghệ thuật trong đó con người sử dụng màu vẽ để tô lên một bề mặt như là giấy, hoặc vải,... để thể hiện các ý tưởng nghệ thuật. Thông thường, công việc này do họa sĩ thực hiện. (Họa sĩ là từ dùng để chỉ những người coi hội họa là nghề nghiệp của mình). Kết quả của công việc đó là các tác phẩm hội họa hay còn gọi là các tranh vẽ.
Hội họa là một trong những loại hình nghệ thuật quan trọng và phổ biến nhất. Nói cách khác, hội họa là một ngôn ngữ để truyền đạt ý tưởng của người nghệ sĩ bằng các tác phẩm hội họa sử dụng kỹ thuật (nghệ) và phương pháp (thuật) của họa sĩ.
Một phần lịch sử hội họa trong nghệ thuật phương Đông lẫn phương Tây bị chi phối bởi nghệ thuật tôn giáo. Ví dụ về các loại tác phẩm này bao gồm các bức tranh miêu tả nhân vật thần thoại trên đồ gốm, các bức tranh tường, trần nhà miêu tả cảnh tượng trong kinh thánh, đến các bức tranh về cuộc đời Đức Phật và các tôn giáo phương Đông khác.
Đồng thời, hội họa cũng là một trong những loại hình nằm trong 7 loại hình nghệ thuật cơ bản.

## Lịch sử
Những hình vẽ về thú vật đã xuất hiện vào khoảng 30000 tới 10000 năm trước Công nguyên trên trong các hang động miền Nam nước Pháp và Tây Ban Nha. Theo các nhà khoa học, người hang động dùng mỡ động vật trộn với các loại bột màu làm màu nước và dùng lông thú hay cành cây để vẽ.
Tiêu biểu là những bức hình trong hang Chauvet tại Pháp có 32.000 năm tuổi được xem là tác phẩm hội họa cổ nhất được biết đến ngày nay. Ở đây, người nguyên thủy đã dùng đất đỏ và than để thể vẽ ngựa, tê giác, sư tử, bò và voi ma mút. Đây là những bức vẽ thuộc hội họa hang động.
Cách đây 30000 năm, con người đã phát minh ra các dụng cụ căn bản để vẽ tranh và không ngừng cải tiến trong các thế kỷ tiếp theo. Người Ai Cập khoảng 5000 năm trước, đã phát huy kỹ thuật vẽ tranh của riêng mình bằng cách sơn màu nước trên bùn thạch cao hay đá vôi.
Việc phát minh ra nhiếp ảnh có tác động lớn đến hội họa. Trong nhiều thập kỷ sau khi bức ảnh đầu tiên được sản xuất vào năm 1829, các quy trình chụp ảnh đã được cải thiện và được thực hành rộng rãi hơn, làm mất đi phần lớn mục đích lịch sử của hội họa là cung cấp bản ghi chính xác về thế giới quan sát được. Một loạt các phong trào nghệ thuật vào cuối thế kỷ 19 và đầu thế kỷ 20—đáng chú ý là Chủ nghĩa Ấn tượng, Chủ nghĩa Hậu Ấn tượng, Chủ nghĩa Dã thú, Chủ nghĩa Biểu hiện, Chủ nghĩa Lập thể và Chủ nghĩa Dada—đã thách thức quan điểm về thế giới thời Phục hưng. Tuy nhiên, hội họa phương Đông và châu Phi vẫn tiếp tục một lịch sử lâu dài về sự cách điệu và không trải qua quá trình biến đổi tương đương cùng một lúc.
Nghệ thuật hiện đại và đương đại đã rời xa giá trị lịch sử của tính thủ công và ghi nhận lại mà chuyển sang hình thức khái niệm. Điều này đã không ngăn cản phần lớn các họa sĩ còn sống tiếp tục thực hành vẽ toàn bộ hoặc một phần tác phẩm của họ. Sức sống và tính linh hoạt của hội họa trong thế kỷ 21 bất chấp những "tuyên bố" trước đây về sự sụp đổ của nó. Trong một thời đại được đặc trưng bởi ý tưởng về sự đa nguyên, không có sự đồng thuận nào về phong cách đại diện cho thời đại. Các nghệ sĩ tiếp tục tạo ra những tác phẩm nghệ thuật quan trọng với nhiều phong cách và tính khí thẩm mỹ khác nhau—công lao của họ được giao cho công chúng và thị trường đánh giá.
Phong trào nghệ thuật Nữ quyền bắt đầu từ những năm 1960 trong làn sóng nữ quyền thứ hai. Phong trào tìm cách giành quyền bình đẳng và cơ hội bình đẳng cho các nghệ sĩ nữ trên toàn thế giới.

## Kỹ thuật
Kỹ thuật vẽ bao gồm:
| - Sơn dầu - Màu nước | - Lụa - Sơn mài | - Gốm - Đơn sắc | - Men - Vẽ chấm | - Sfumato - Thủy mặc | - Vật liệu mới (hội họa) - Hội họa số |

## Vật liệu
- Giấy
- Vải
- Gỗ
- Tường
- Kính
- Nhựa

## Màu vẽ-Chất liệu

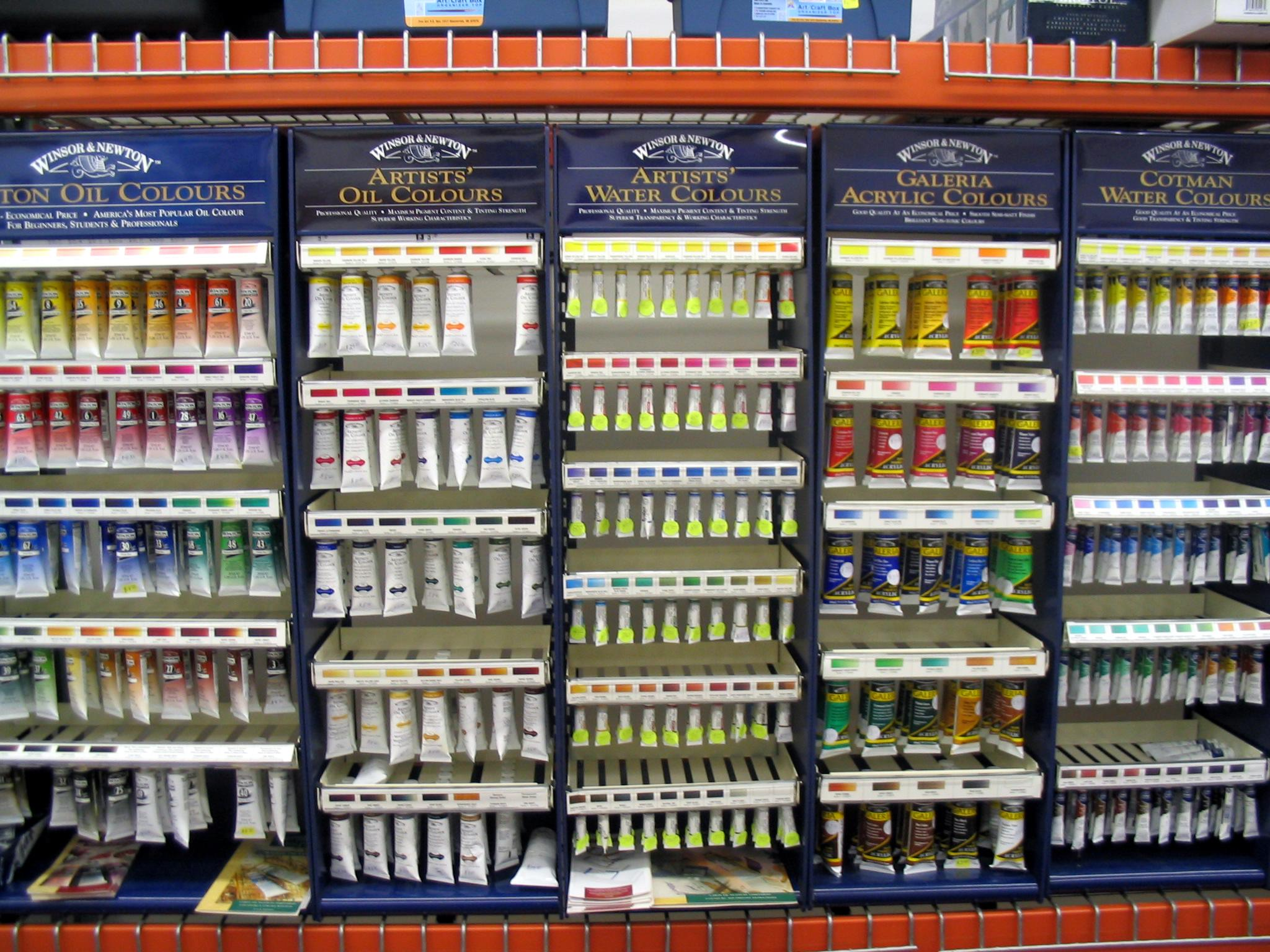
Các loại màu vẽ khác nhau

Các màu vẽ gồm chất màu được trộn lẫn trong một chất mang. Các tính chất của hai thành phần này như độ nhớt, độ hòa tan, tốc độ bay hơi,... quyết định đặc trưng của các loại màu khác nhau.
Ví dụ:
| - Sơn dầu - Màu nước trộn dầu - Sơn acrylic - Màu bột | - Mực - Pastel - Tempera - Màu sáp | - Màu nước - Bích họa - Màu phum - Tranh lụa | - Bút chì - Bút lông - Giấy điệp, giấy dó - Vải toan |

## Phong cách

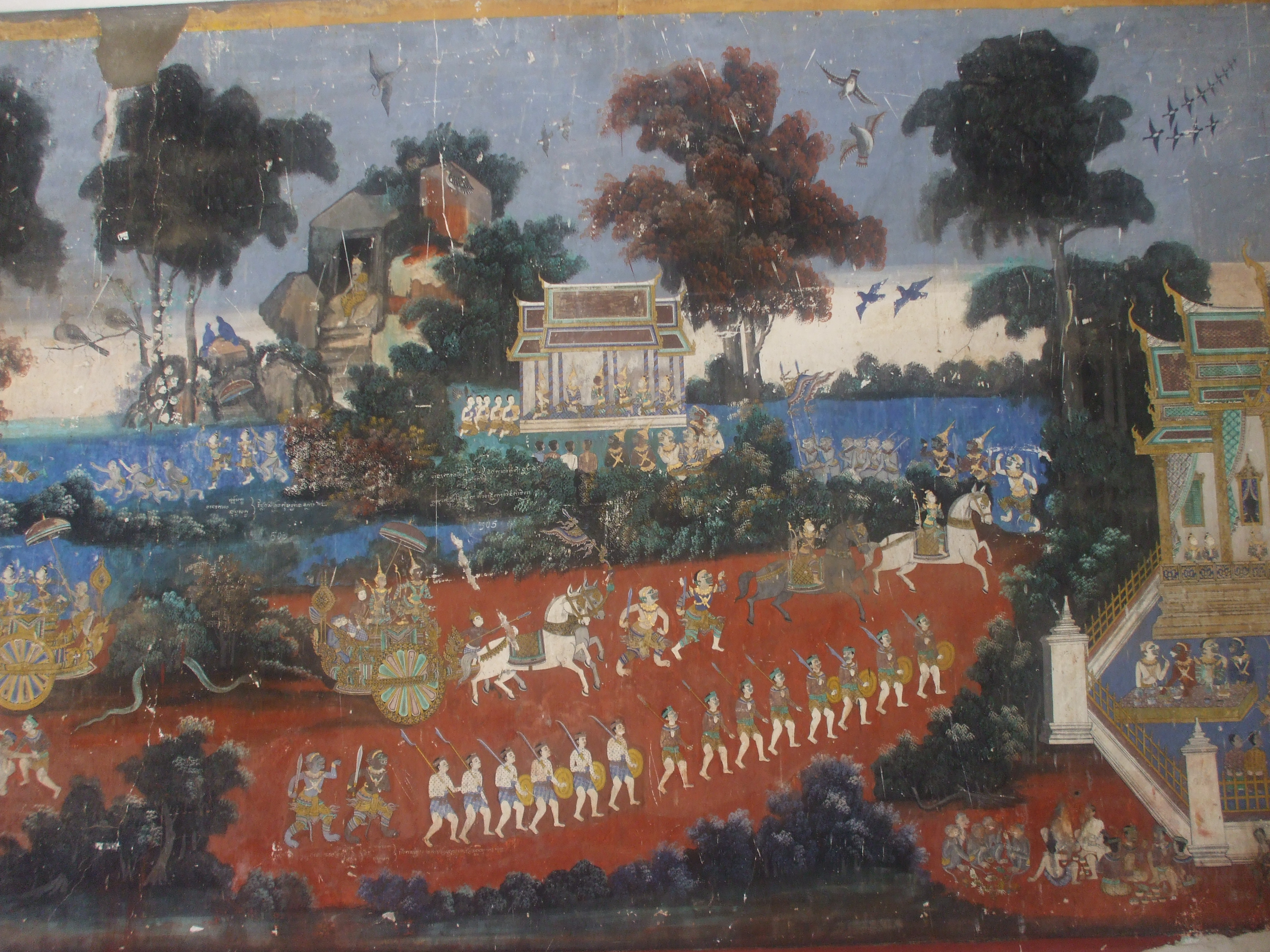
Tranh tường (tức bích họa) trong hoàng cung Campuchia ở Phnom Penh

Từ "phong cách" được sử dụng với hai nghĩa:
- dùng để chỉ các yếu tố, kỹ thuật và phương pháp để phân biệt một họa sĩ này với các họa sĩ khác.
- dùng để chỉ một trường phái hội họa trong đó phân loại một nhóm các họa sĩ có chung một kỹ thuật và phương pháp thể hiện.

### Trường phái
| - Ấn tượng - Baroc - Cấu trúc - Chấm họa | - Dã thú - Graffiti - Hard-edge - Biểu Hiện (Expressionism) - Tân Biểu Hiện (Neo-Expressionism) - Hậu ấn tượng | - Hậu hiện đại - Hiện đại - Hiện thực - Hiện thực lãng mạn | - Hiện thực xã hội - Lãng mạn - Lập thể - Mannerism | - Ngây thơ - Pop-Art - Siêu thực - Tân cổ điển | - Thị giác (Op-Art) - Trừu tượng |

## Thuật ngữ

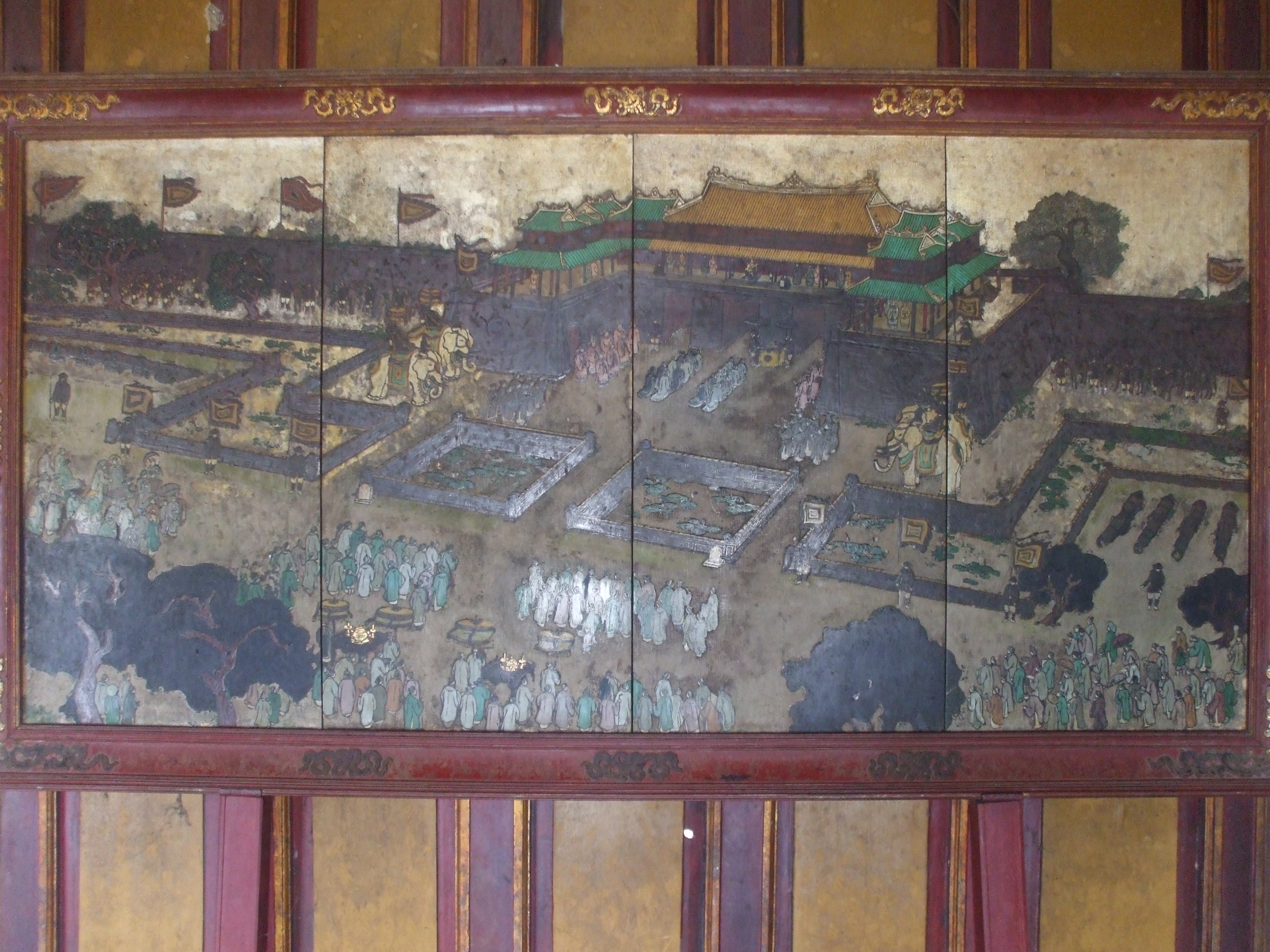
Tranh kính trong cung đình nhà Nguyễn (Huế)

- Chân dung
- Phong cảnh
- Tĩnh vật

## Danh sách các họa sĩ
Xem: Danh sách họa sĩ.
Một số họa sĩ nổi tiếng:
- Paul Cézanne, (1839-1906), Pháp
- Salvador Dalí, (1904-1989), Catalan (Tây Ban Nha)
- Vincent van Gogh (1853-1890), Hà Lan
- Michelangelo Buonarroti, (1475-1564), Ý
- Amedeo Modigliani, (1884-1920), Ý
- Claude Monet, (1840-1926), Pháp
- Pablo Picasso, (1881-1973), Tây Ban Nha
- Jackson Pollock, (1912-1956), Mỹ
- Rembrandt, (1606-1669), Hà Lan
- Pierre-Auguste Renoir, (1841-1919), Pháp
- Peter Paul Rubens, (1577-1640), Bỉ
- Leonardo da Vinci, (1452-1519), Ý